# 柴原奈津美
柴原 奈津美（しばはら なつみ、1985年8月30日 - ）は、日本の声優、女優。東京都出身。血液型はO型。以前はプロダクション東京ドラマハウスに所属していた。

## 出演作品

### ナレーション
- FM GIG

### ゲーム
- マナケミア2 〜おちた学園と錬金術士たち〜（コロナ）
- リーナのアトリエ 〜シュトラールの錬金術士〜（サーシャ・エルメント）
- ロロナのアトリエ 〜アーランドの錬金術士〜

### TV
- うめ子
- ねぎま！
- 人生って嘘みたい！
- お茶の間の真実
- スーパーモーニング

### ラジオ
- WEBラジオ「ナツミ・ミチカ・カナのやればできる子!」
- WEBラジオ「天然ゆるふわ妄想ラヂオ ナツミワ」

### 映画
- 東京フレンズ

| スタブアイコン | サブスタブ | この項目は、まだ閲覧者の調べものの参照としては役立たない、俳優（男優・女優）に関連した書きかけの項目です。この項目を加筆・訂正などしてくださる協力者を求めています（P:映画/PJ芸能人）。 |